# SPD Sachsen
Die SPD Sachsen ist ein Landesverband der SPD. Die SPD zählt als drittgrößte Partei in Sachsen aktuell 4.570 Mitglieder. Vorsitzende sind seit Oktober 2021 Kathrin Michel und Henning Homann als erste Doppelspitze in der Geschichte der SPD Sachsen.

## Geschichte

### Im Kaiserreich
Sachsen galt als Stammland der Sozialdemokratie. Wichtige Sozialdemokraten der ersten Stunde wie August Bebel oder Ferdinand Lassalle hatten hier ihre Wahlkreise oder wirkten vor Ort.
1863 wurde in Leipzig der ADAV gegründet und zur ersten Reichstagswahl 1871 kamen zwei der drei sozialdemokratischen Mandate aus Sachsen. 1879 wurde mit Wilhelm Liebknecht der erste Sozialdemokrat in den Sächsischen Landtag gewählt. Die SPD erreichte 15 Jahre später 15 Landtagsmandate. 1896 wurde nach Preußischem Vorbild das Dreiklassenwahlrecht zur Wahl des Landtags eingeführt. Die Proteste der SPD gegen dieses Wahlrecht blieben erfolglos und die SPD schied aus dem Landtag aus. Mit dem Wahlgesetz vom 5. Mai 1909 wurde ein allgemeines Wahlrecht mit nur wenigen Einschränkungen eingeführt. In der Folge stellte die SPD 25 Abgeordnete im Landtag. Zwischen 1871 und 1933 galt Sachsen auch als das „rote Sachsen“.

### In der Weimarer Republik
Die SPD stellte während der Weimarer Republik mehrfach den Ministerpräsidenten und war bis 1927 an der Regierung beteiligt. In dem Landesverband bildete sich in den Jahren 1921 bis 1923 ein starker linker, marxistischer Flügel heraus, welcher die Koalitions- und Tolerierungspolitik der Gesamtpartei kritisierte und eine Volksfront anstrebte.
Nach der Novemberrevolution bildete sich in Sachsen vom 15. November 1918 bis zum 21. Januar 1919 eine Regierung (der „Rat der Volksbeauftragten“) unter Richard Lipinski (USPD) in der SPD und USPD jeweils 3 Minister stellten. Vom 22. Januar 1919 bis zum 14. März 1919 wurde diese Regierung unter dem Sozialdemokraten Georg Gradnauer als SPD-Alleinregierung fortgesetzt, nachdem die USDP die Regierung am 16. Januar 1919 verlassen hatte. Am 2. Februar 1919 fanden die ersten Landtagswahlen statt. Die SPD wurde mit 41,56 % der Stimmen stärkste Kraft, verfügte aber über keine absolute Mehrheit. Georg Gradnauer bildete eine Koalition mit der liberalen DDP. Diese Regierung sollte aber aufgrund der chaotischen Situation nur 14 Monate vom 14. März 1919 bis zum 4. Mai 1920 Bestand haben. Nachdem der Mitteldeutsche Generalstreik im März zu Ende gegangen war, ohne sein Ziel der Sozialisierung der Industrie erreicht zu haben, wurde im April Kriegsminister Gustav Neuring ermordet, und General Georg Ludwig Rudolf Maercker besetzte Leipzig und verhängte das Standrecht. Mit dem Kapp-Putsch versuchten Rechtsextremisten die demokratische Ordnung zu beseitigen. Gleichzeitig versuchte Max Hoelz mit militärischer Macht in Teilen von Sachsen den Sozialismus einzuführen. Am 22. April gab Gradnauer auf, und der Landtag wählte am 4. Mai 1920 Wilhelm Buck (SPD) mit den Stimmen von SPD und DDP zum Ministerpräsidenten.
Nachdem der Landtag einstimmig die sächsische Verfassung verabschiedet hatte, kam es am 14. November 1920 zur Neuwahl des Landtags. Die Regierungsparteien erleiden dramatische Verluste. Die SPD erreicht nur noch 28,34 % der Stimmen. Wilhelm Buck wechselt die Strategie und bildet nun gemeinsam mit der USPD eine Regierung. Aufgrund der vorangegangenen Verluste ist es aber eine Minderheitsregierung, die auf die Unterstützung von bürgerlichen Abgeordneten angewiesen ist. Die von Hoelz betriebenen Märzkämpfe in Mitteldeutschland finden in Sachsen nur geringe Unterstützung. Nachdem der Landtag am 14. September 1922 gegen die Stimmen von SPD und USPD aufgelöst worden war, kam es am 5. November 1922 zu Neuwahlen, bei der sich die SPD wieder auf 41,78 % erholen konnte. Wilhelm Buck blieb geschäftsführender Ministerpräsident einer SPD-Minderheitsregierung. Am 30. Januar 1923 stürzte das Kabinett Buck über einen Misstrauensantrag der KPD.
Am 21. März wird der linke Sozialdemokrat Erich Zeigner mit den Stimmen von KPD und SPD zum Ministerpräsidenten gewählt. Die Proletarischen Hundertschaften wurden als paramilitärische Organisation gebildet um die parlamentarische Demokratie zu stürzen und eine sozialistische Diktatur zu errichten. Während diese Kampfverbände im Rest Deutschlands und insbesondere in Preußen verboten wurden, wurden sie in Sachsen unter Billigung der Regierung ausgebaut. Doch der „Deutsche Oktober“, der geplante Putsch wurde durch die Reichsregierung verhindert. Nachdem Zeigner am 10. Oktober 1923 zwei Mitglieder der KPD in seine Regierung aufgenommen hatte, wurde er am 29. Oktober 1923 durch Reichspräsident Friedrich Ebert (SPD) unter Anwendung der Reichsexekution als Ministerpräsident abgesetzt.
Nachdem Reichskommissar (Karl) Rudolf Heinze (DVP) vom 29. Oktober 1923 bis 31. Oktober 1923 das Amt des Ministerpräsidenten bekleidet hatte, wurde Alfred Fellisch (SPD) mit den Stimmen von SPD und DDP zum Ministerpräsidenten gewählt. Er bildete eine SPD-Minderheitsregierung, die aber bereits am 14. Dezember an einem Misstrauensantrag der DDP scheiterte.
Am 4. Januar 1924 wurde Max Heldt, der letzte Ministerpräsident der SPD, in Sachsen gewählt. Er gewann eine Mehrheit aus DDP, DVP und 25 der 40 SPD-Abgeordneten für sich. Dies war der Beginn einer erneuten Spaltung der sächsischen SPD, des sogenannten „Sachsenkonflikts“. Der Landesparteitag der sächsischen SPD am 6. Januar 1924 missbilligte die Regierungsbildung und forderte die Fraktion auf, eine Koalition mit der KPD zu bilden. Die innerparteiliche Diskussion eskalierte weiter und führte am 25. März 1926 zum endgültigen Zerfall der SPD-Fraktion: 23 Abgeordnete bilden die alte sozialdemokratische Fraktion und 18 Abgeordnete verblieben in der SPD-Fraktion (Martha Schlag war im Vorjahr von der KPD zur SPD gewechselt).
Am 31. Oktober 1926 erreichte die SPD 32,14 und die ASPD lediglich 4,15 % der Stimmen. SPD und KPD verfehlen aber eine Mehrheit. Max Heldt bildete eine Regierung, der ASPS, DDP, DVP, WP und ab Juli DNVP und VRP angehörten. Auch nach den Landtagswahlen 1929 (34,16 %) und 1930 (33,37 %) gelang den Sozialdemokraten keine Regierungsbeteiligung.
Mit der Machtergreifung der Nationalsozialisten wurden politisch Andersdenkende verfolgt. Die SPD Sachsen wurde am 23. Juni 1933 durch das Innenministerium verboten. Die Sozialdemokraten mussten die politische Arbeit einstellen, in das Exil oder den Untergrund gehen. Geführt von Reichsstatthalter bzw. Gauleiter Martin Mutschmann wurden Internierungslager eingerichtet, in denen Menschen terrorisiert, gequält und gemordet wurden: z. B. KZ Sachsenburg, KZ Colditz und KZ Hohnstein. Mutschmann zählte bereits in der Weimarer Republik zum engeren Kreis um Hitler und war ein besonders fanatischer Nationalsozialist, äußerst antisemitisch und kompromisslos.

### Nach 1945
Bereits am 10. Juni 1945, früher als die Westalliierten in ihren Sektoren, hatte die Sowjetische Militäradministration in Deutschland (SMAD) die Etablierung antifaschistisch-demokratischer Parteien in der Sowjetischen Besatzungszone zugelassen, um über die Parteizentralen in Berlin den Prozess der Parteibildung in Deutschland zu beeinflussen.
In der Folge bildeten sich vielfach Ortsvereine der SPD, die sich zunächst auf Bezirksebene zusammenschlossen. Am 16. Mai 1945 gründete sich der Bezirksverband Chemnitz und wählte August Friedel zum Vorsitzenden. Der Bezirksverband Dresden folgte am 26. Juni 1945 und bestimmte Albert Meier, Heinrich Linden, Ludwig Hoch, Paul Bergner, Walter Leipert, Hugo Klare und Frau Rohde als Vorstand. Der Bezirk Leipzig bildete sich am 3. Juli 1945 und wählte Stanislaw Trabalski, Rudolf Rothe, Ernst Schönfeld, Bernhard Dietz und Ernst Utrott als Vorstand. Am 27. Juli 1945 folgte der Bezirk Zwickau mit den Vorständen Rudolf Kautzsch und Richard Hentsch. Als letzter Bezirk wurde der Bezirk Görlitz im September 1945 gegründet (Vorsitzender: Max Rausch).
Der Landesverband Sachsen wurde am 26. Juni 1945 gegründet. Der erste Landesparteitag in Freital am 5.–7. Oktober 1945 bestimmte Otto Buchwitz als Vorsitzenden. Daneben bestand der geschäftsführende Vorstand aus Arno Haufe, Walter Leipert (Kassierer), Clemens Dölitzsch, Felix Kaden (Sekretär). Der engere Vorstand umfasste noch Arno Hennig. Gerhard Förster, Paul Gärtner, der erweiterte Vorstand: je zwei Vertreter der Bezirke Dresden, Chemnitz, Zwickau, Leipzig und Görlitz.
Otto Buchwitz war ein Befürworter des Zusammenschlusses von SPD und KPD zur SED und betrieb den Zusammenschluss in der SPD Sachsen aktiv. Aber auch in Sachsen war der Zusammenschluss durch den Druck der Besatzungsbehörden auf die Mitglieder geprägt und hatte den Charakter einer Zwangsvereinigung. Am 6. April 1946 fand der zweite und letzte Landesparteitag der SPD Sachsen in Dresden statt.

Bis 1989 bestand nun keine Aussicht auf eine Wiederzulassung der SPD in Sachsen mehr. Die ursprünglich vereinbarte Parität zwischen SPD und KPD-Funktionären in der SED wurde schon bald aufgegeben (auch wenn Otto Buchwitz selbst im Amt blieb). Eine Vielzahl von sächsischen Sozialdemokraten fiel den folgenden Säuberungen zum Opfer oder musste in den Westen fliehen.

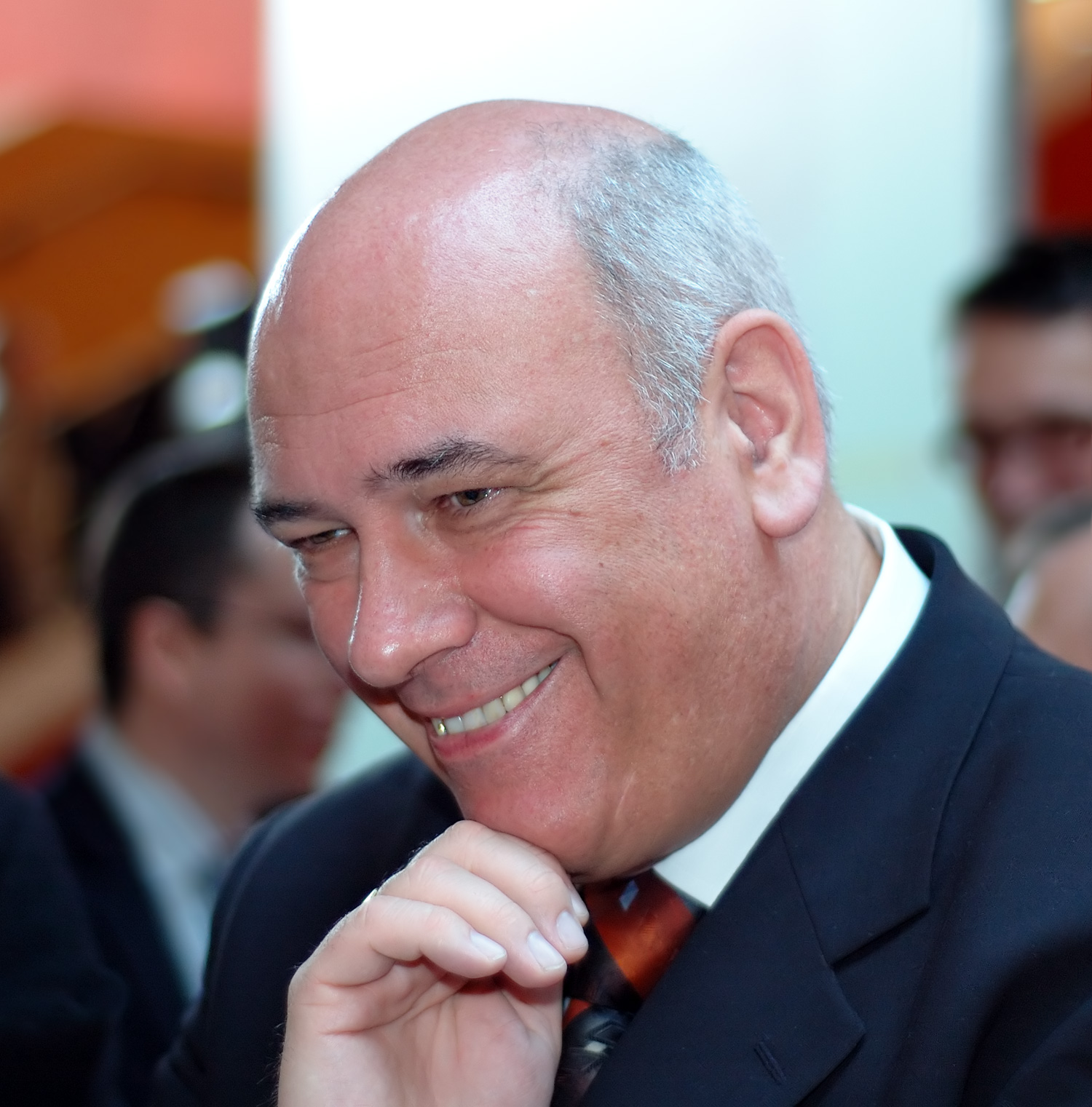
Thomas Jurk, 2004–2009 stellvertretender Ministerpräsident, Staatsminister für Wirtschaft und Arbeit sowie Vorsitzender der SPD Sachsen

### Nach der friedlichen Revolution
Nach der nur kurzen Wiederbelebung der Sozialdemokratie zwischen 1945 und 1946 konnte die Partei nach der friedlichen Revolution 1989 an alte Erfolge nicht wieder anknüpfen.
Am 26. Mai 1990 erfolgte die Wiedergründung des Landesverbandes Sachsen, erster Vorsitzender wurde Michael Lersow. Bei der darauffolgenden Landtagswahl 1990 erreichte die Partei mit 19,1 % und 32 Mandaten ihr bis heute bestes Ergebnis. Als Spitzenkandidatin der SPD trat Anke Fuchs an, die aber nach der Wahl keine Aufgaben in Sachsen wahrnahm. Als Fraktionsvorsitzender wurde Karl-Heinz Kunckel gewählt. Der Landesvorsitzende Michael Lersow wurde neben Walter Christian Steinbach als sein Stellvertreter gewählt, Steinbach gab wenig später sein Landtagsmandat aber auf und wurde darauf zum Regierungspräsidenten des Regierungsbezirkes Leipzig ernannt. Eine Kampfabstimmung zwischen Lersow und Kunckel hatte es in der Fraktion zwar nicht gegeben, allerdings bestimmte die Rivalität der beiden Politiker die Politik der SPD der Folgejahre. Bei den Landtagswahlen am 11. September 1994 büßte die SPD 2,5 Prozentpunkte ein und kam nur noch auf 16,6 %.
Bei der Landtagswahl 1999 überholte die damalige PDS in Sachsen erstmals die SPD, die nur noch 10,7 % der Stimmen erreichte.
Nach der Landtagswahl 2004, bei der die Partei mit 9,8 % erneut verlor, bildete sich aufgrund der schwierigen Mehrheitsverhältnisse im Sächsischen Landtag eine Koalition aus CDU und SPD.
Mit Thomas Jurk als stellvertretendem Ministerpräsidenten und Wirtschaftsminister sowie Barbara Ludwig als Leiterin des Wissenschaftsressorts übernahm, deren Amt nach ihrer Wahl zur Chemnitzer OB von Eva Maria Stange übernommen wurde, die sächsische Sozialdemokratie damit erstmals seit 1945/46 wieder Regierungsverantwortung.
Nach der Landtagswahl vom 30. August 2009, bei der die SPD 10,4 % der Stimmen erhielt, schied sie jedoch wieder aus der Landesregierung aus, nachdem Ministerpräsident Stanislaw Tillich (CDU) eine Koalition mit der FDP gebildet hatte.
Nach der Landtagswahl 2014 vom 31. August 2014, bei der die SPD wieder leicht auf 12,4 % zulegte, übernahm die SPD Sachsen erneut Regierungsverantwortung in einer Koalition mit der CDU. Der Landesvorsitzende Martin Dulig wurde stellvertretender Ministerpräsident und Wirtschafts-, Arbeits- und Verkehrsminister, Eva-Maria Stange wurde erneut Wissenschafts- und Kunstministerin. Zusätzlich übernahm Petra Köpping eine neue Ministerstelle für Gleichstellung und Integration.
Bei der Landtagswahl am 1. September 2019 erreichte die SPD mit nur 7,7 % ihr schlechtestes Ergebnis seit 1990. Nach dieser Wahl ist dies Sachsen SPD erstmals die kleinste Fraktion im sächsischen Landtag, trotzdem ist sie Teil einer Koalitionsregierung mit der CDU und den Grünen. Martin Dulig übernahm erneut das Amt des stellvertretenden Ministerpräsidenten und Staatsministers für Wirtschaft, Arbeit und Verkehr. Die bisherige Staatsministerin für Gleichstellung und Integration, Petra Köpping, wurde neue Staatsministerin für Soziales und Gesellschaftlichen Zusammenhalt.
Bei den Kommunalwahlen in Sachsen 2024 fiel die SPD erstmals auf Ebene einiger Landkreise unter 5 Prozent. In den drei Landkreisen Erzgebirgskreis (4,5 Prozent), Landkreis Sächsische Schweiz-Osterzgebirge (3,9 Prozent) und Landkreis Görlitz (2,6 Prozent) ist die SPD unter dieser Schwelle, aber trotzdem noch in den Kreistagen vertreten, da die 5-Prozent-Hürde auf kommunaler Ebene nicht zur Anwendung kommt.
Nach der Landtagswahl in Sachsen 2024 wurde die SPD an einer schwarz-roten Minderheitsregierung beteiligt (Kabinett Kretschmer III). Petra Köpping wurde stellvertretende Ministerpräsidentin und Staatsministerin für Soziales, Gesundheit und Gesellschaftlichen Zusammenhalt, Dirk Panter wurde Staatsminister für Wirtschaft, Arbeit, Energie und Klimaschutz.

## Struktur
Die Landespartei organisiert sich in ca. 155 Ortsvereinen, die zu 13 Unterbezirken zusammengefasst sind, die deckungsgleich mit den 2008 gebildeten 10 Landkreisen und drei kreisfreien Städten sind.

### Landesvorstand
Der aktuell amtierende Landesvorstand, dem die zwei Vorsitzenden, die zwei stellvertretenden Vorsitzenden, der Schatzmeister sowie die Beisitzerinnen und Beisitzer angehören, wurde auf dem Landesparteitag am 21./22. Juni 2025 in Dresden gewählt.
Ihm gehören folgende Mitglieder an:
| Vorsitzende                  | Henning Homann Kathrin Michel |
| Stellvertretende Vorsitzende | Sophie Koch Torsten Ruban-Zeh |
| Schatzmeister                | Jens Kabisch |
| Beisitzerinnen und Beisitzer | Melanie Berthold, Gerald Eisenblätter, Mareike Engel, Fabian Funke, Antje Junghans, Kristin Kentsch, Julia Kneisel, Renata Marwege, Detlef Müller, Juliane Pfeil, Adrian Schneider, Stephan Schumann, Andreas Schurig, Vincent Seeberger, Nadja Sthamer, Sebastian Vogel, Andreas Wünsche |

### Stadt- und Kreisverbände
Die sächsische SPD gliedert sich in folgende 13 Stadt- und Kreisverbände:
| Kreisverband                                  | Vorsitz                            | Sitz     |
| --------------------------------------------- | ---------------------------------- | -------- |
| Stadtverband Chemnitz                         | Christine Bauer Sebastian Reichelt | Chemnitz |
| Stadtverband Dresden                          | Rasha Nasr Albrecht Pallas         | Dresden  |
| Stadtverband Leipzig                          | Christina März Benjamin Schulz     | Leipzig  |
| Kreisverband Bautzen                          | Jan Kregelin Kathrin Michel        | Dresden  |
| Kreisverband Erzgebirge                       | Simone Lang                        | Chemnitz |
| Kreisverband Görlitz                          | Yvonne Dölle Harald Prause-Kosubek | Dresden  |
| Kreisverband Leipzig                          | Susan Göbel Ingo Runge             | Leipzig  |
| Kreisverband Meißen                           | Andreas Schurig                    | Dresden  |
| Kreisverband Mittelsachsen                    | Alexander Geißler                  | Chemnitz |
| Kreisverband Nordsachsen                      | Stefan Lange                       | Leipzig  |
| Kreisverband Sächsische Schweiz-Osterzgebirge | Fabian Funke                       | Dresden  |
| Kreisverband Vogtland                         | Saskia Feustel                     | Chemnitz |
| Kreisverband Zwickau                          | Felix Beyer Antje Junghans         | Chemnitz |

## Wahlergebnisse

### Landtagswahlen
| Jahr | Spitzenkandidat    | Stimmen | Sitze |
| ---- | ------------------ | ------- | ----- |
| 1990 | Anke Fuchs         | 19,1 %  | 32    |
| 1994 | Karl-Heinz Kunckel | 16,6 %  | 22    |
| 1999 | Karl-Heinz Kunckel | 10,7 %  | 14    |
| 2004 | Thomas Jurk        | 9,8 %   | 13    |
| 2009 | Thomas Jurk        | 10,4 %  | 14    |
| 2014 | Martin Dulig       | 12,4 %  | 18    |
| 2019 | Martin Dulig       | 7,7 %   | 10    |
| 2024 | Petra Köpping      | 7,3 %   | 10    |

### Bundestagswahlen
| Jahr | Erststimmen in % | Zweitstimmen in % | Mandate (davon Direktmandate) | Abgeordnete (davon mit Direktmandat) |
| ---- | ---------------- | ----------------- | ----------------------------- | --- |
| 1990 | 18,2             | 18,2              | 8 (–)                         | Renate Jäger, Regina Kolbe, Dietmar Matterne, Christian Müller, Helga Otto, Rolf Schwanitz, Gerald Thalheim, Gunter Weißgerber                                                                        |
| 1994 | 23,5             | 24,3              | 9 (–)                         | Iris Follak, Jens Heinzig (1998), Jelena Hoffmann, Renate Jäger, Christine Kurzhals (verstorben 1998), Christian Müller, Richard Schuhmann, Rolf Schwanitz, Gerald Thalheim, Gunter Weißgerber        |
| 1998 | 31,9             | 29,1              | 12 (8)                        | Iris Follak, Rainer Fornahl, Jelena Hoffmann, Renate Jäger, Christian Müller, Richard Schuhmann, Rolf Schwanitz, Gerald Thalheim, Simone Violka, Gunter Weißgerber, Jürgen Wieczorek, Barbara Wittig  |
| 2002 | 32,5             | 33,3              | 12 (4)                        | Rainer Fornahl, Jelena Hoffmann, Renate Jäger, Christian Müller, Rolf Schwanitz, Gerald Thalheim, Simone Violka, Marlies Volkmer, Andreas Weigel, Gunter Weißgerber, Jürgen Wieczorek, Barbara Wittig |
| 2005 | 25,2             | 24,5              | 8 (3)                         | Rainer Fornahl, Wolfgang Gunkel, Detlef Müller, Rolf Schwanitz, Simone Violka, Marlies Volkmer, Andreas Weigel, Gunter Weißgerber                                                                     |
| 2009 | 15,1             | 14,6              | 5 (–)                         | Wolfgang Gunkel, Daniela Kolbe, Rolf Schwanitz, Wolfgang Tiefensee, Marlies Volkmer |
| 2013 | 16,2             | 14,6              | 6 (–)                         | Wolfgang Gunkel, Thomas Jurk, Daniela Kolbe, Detlef Müller (seit 2014), Simone Raatz, Susann Rüthrich, Wolfgang Tiefensee (bis 2014)                                                                  |
| 2017 | 11,7             | 10,5              | 4 (–)                         | Thomas Jurk, Daniela Kolbe, Detlef Müller, Susann Rüthrich |
| 2021 | 16,7             | 19,3              | 8 (1)                         | Fabian Funke, Carlos Kasper, Holger Mann, Franziska Mascheck, Kathrin Michel, Detlef Müller, Rasha Nasr, Nadja Sthamer                                                                                |
| 2025 | 9,7              | 8,5               | 3 (–)                         | Holger Mann, Kathrin Michel, Rasha Nasr |

## Vorsitzende

### Parteivorsitzende SPD Sachsen
| Jahren    | Vorsitzender                  |
| --------- | ----------------------------- |
| 1899–1922 | Karl Sindermann               |
| 1923–1928 | Arthur Arzt                   |
| 1928–1933 | Karl Böchel                   |
| 1945–1946 | Otto Buchwitz                 |
| 1990–1993 | Michael Lersow                |
| 1993–1999 | Karl-Heinz Kunckel            |
| 1999–2004 | Constanze Krehl               |
| 2004–2009 | Thomas Jurk                   |
| 2009–2021 | Martin Dulig                  |
| 2021–     | Kathrin Michel Henning Homann |

### Fraktionsvorsitzende SPD Sachsen
| Jahren    | Vorsitzender                                 |
| --------- | -------------------------------------------- |
| 1919–1922 | Karl Sindermann                              |
| 1922–1924 | Robert Wirth und Max Müller                  |
| 1926–1929 | Hermann Liebmann, Oskar Edel und Karl Böchel |
| 1929–1933 | Karl Böchel                                  |
| 1990–1999 | Karl-Heinz Kunckel                           |
| 1999–2004 | Thomas Jurk                                  |
| 2004–2007 | Cornelius Weiss                              |
| 2007–2014 | Martin Dulig                                 |
| 2014–2025 | Dirk Panter                                  |
| 2025–     | Henning Homann                               |